# القمر آخر الدنيا (مسلسل)
القمر آخر الدنيا مسلسل مصري، من إخراج تامر حمزة، وقصة المسلسل مأخوذة عن رواية للكاتب المصري محمود الورداني بعنوان «طعم الحريق».

## قصة المسلسل
تدور الأحداث في إطار اجتماعي حيث تختفي «الحاجة كريمة» دون سابق إنذار من حياة أبنائها الثلاثة، الابن الأكبر "أحمد" وشقيقه الأصغر "جلال" والأخت الوسطى "دلال" ليبدأ الأبناء رحلة بحث مكثفة في كل مكان يحتمل وجود الأم به. تقودهم رحلة البحث لزيارة كل معارفهم في محافظات مصر المختلفة، رحلة بحث الأبناء عن أمهم تصاحبها رحلتهم الذاتية داخل أنفسهم وإكتشافهم المعنى الحقيقي للترابط الأسري.

## طاقم العمل
- بشرى: (دلال كامل)
- عمرو عابد: (جلال كامل)
- مؤمن نور: (أحمد كامل)
- سميرة عبد العزيز: (كريمة)
- مادلين طبر: (فايزة - والدة ناهد)
- هشام إسماعيل: (خالد - زوج دلال)
- ثراء جبيل: (مجدية)
- أحمد كرارة: (سامي)
- هدى الإتربي: (فريال)
- ساندي علي: (ناهد)
- أميرة نايف
- بسمة نبيل : (مها)
- أحمد إمام
- نيرة عارف
- سناء شافع
- صبري عبد المنعم: (والد ناهد)
- ليلى عز العرب: (والدة خالد)
- سعيد صديق: (سالم - أخو كريمة)
- أحلام الجريتلي: (والدة سامي)
- حنان يوسف
- عواطف حلمي
- بسام رجب
- مينا بولس